# Teluk Meku
Teluk Meku is een bestuurslaag in het regentschap Langkat van de provincie Noord-Sumatra, Indonesië. Teluk Meku telt 8606 inwoners (volkstelling 2010).